# Presidenti del Governo delle Isole Canarie
Il Presidente del Governo delle Isole Canarie (in spagnolo:  Presidente del Gobierno de Canarias) è il capo del governo delle Isole Canarie, una delle 17 comunità autonome della Spagna, mentre il monarca Felipe VI rimane il capo di stato come Re di Spagna (e quindi delle Isole Canarie).

## Elenco
| Immagine             | Presidente (nascita-morte)       | Mandato                         | Partito  | Partito |
| -------------------- | -------------------------------- | ------------------------------- | -------- | ------- |
| Saavedra             | Jerónimo Saavedra (1936)         | 10 giugno 1983 - 3 agosto 1987  | PSC-PSOE |         |
| Stemma delle Canarie | Fernando Fernández Martín (1943) | 3 agosto 1987 - 3 gennaio 1989  | CDS      |         |
| Stemma delle Canarie | Lorenzo Olarte (1932)            | 3 gennaio 1989 - 12 luglio 1991 | CDS      |         |
| Saavedra             | Jerónimo Saavedra (1936)         | 12 luglio 1991 - 5 aprile 1993  | PSC-PSOE |         |
| Stemma delle Canarie | Manuel Hermoso (1935)            | 5 aprile 1993 - 17 luglio 1999  | CC       |         |
| Rodríguez            | Román Rodríguez (1956)           | 17 luglio 1999 - 5 luglio 2003  | CC       |         |
| Martín               | Adán Martín (1943-2010)          | 5 luglio 2003 - 13 luglio 2007  | CC       |         |
| Rivero               | Paulino Rivero (1952)            | 13 luglio 2007 - 9 luglio 2015  | CC       |         |
| Clavijo              | Fernando Clavijo (1971)          | 9 luglio 2015 - 16 luglio 2019  | CC       |         |
| Torres               | Angel Vitor Torres (1966)        | 16 luglio 2019 - 12 luglio 2023 | PSOE     |         |
| Clavijo              | Fernando Clavijo (1971)          | 12 luglio 2023 - in carica      | CC       |         |